# Luftangriffe auf Ludwigslust
Ein schwerer Luftangriff auf Ludwigslust (Ludwigslust, eine Kleinstadt in Südwest-Mecklenburg) erfolgte am 22. Februar 1945 durch die 8. US-Luftflotte im Rahmen der alliierten Operation Clarion. Aus 48 viermotorigen Bombern Boeing B-17 „Flying Fortress“ wurden 136 Tonnen Sprengbomben auf das Bahnhofsgelände geworfen, besonders aber auf benachbarte Wohnviertel. Dabei starben 200 Zivilisten, ein Drittel der auf dem Ehrenfriedhof Bestatteten waren Kinder, fast die Hälfte Frauen. Am 18. März des gleichen Jahres folgte noch ein leichterer US-Luftangriff auf Ludwigslust als „Gelegenheitsziel“.

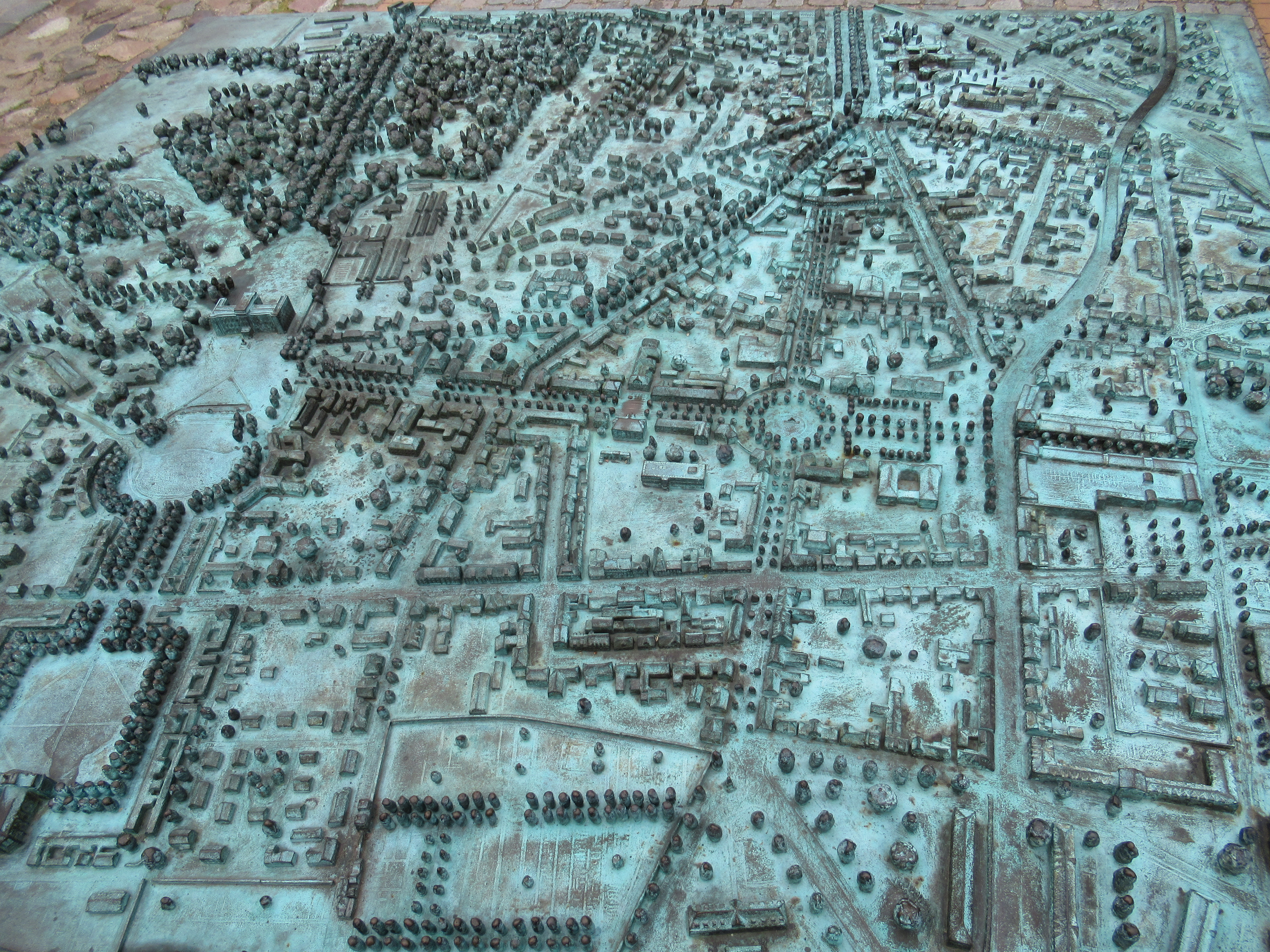
Ludwigslust im Modell (2021)

## Die Angriffe

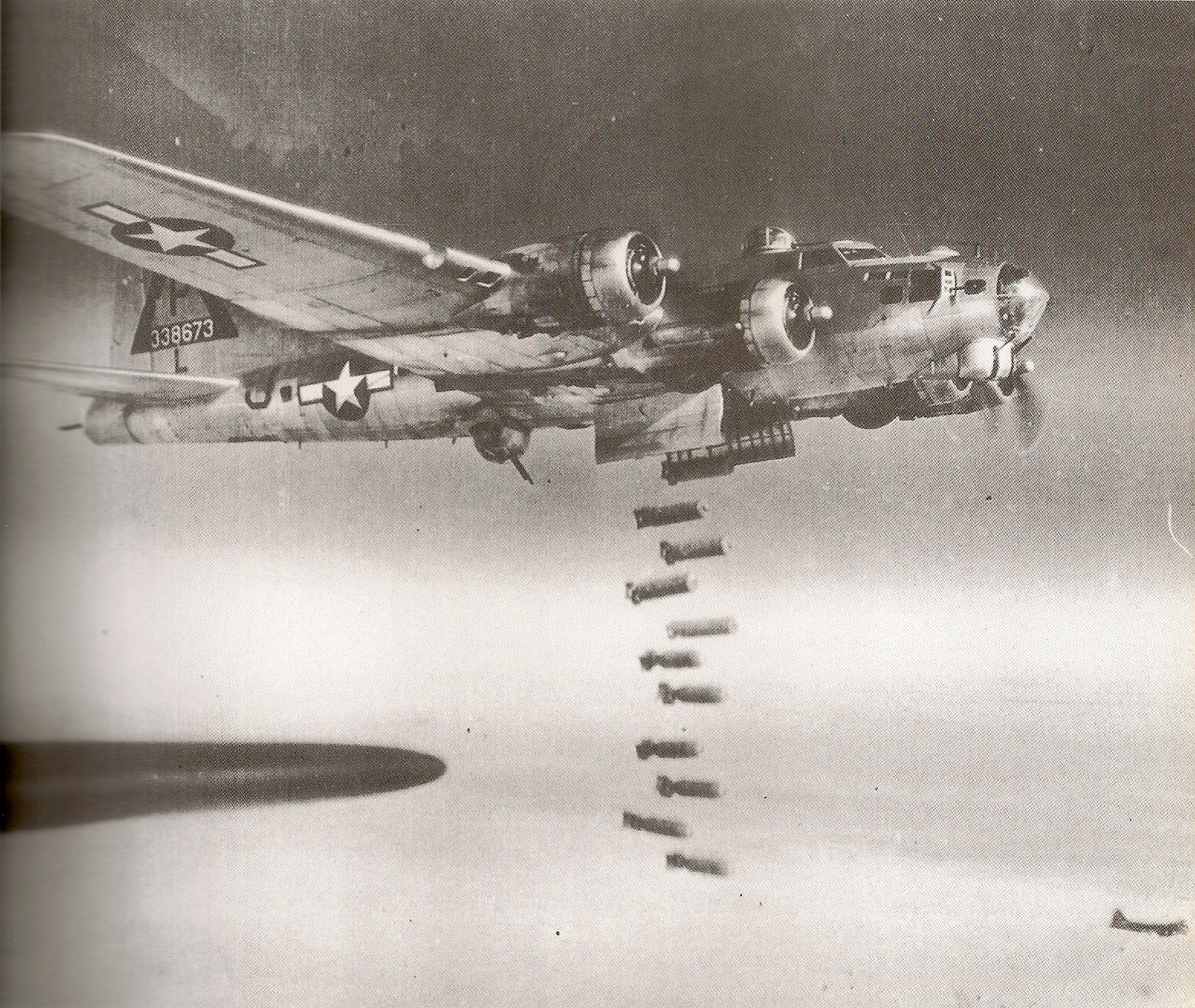
Amerikanische Boeing B-17 „Flying Fortress“ (Februar 1945)

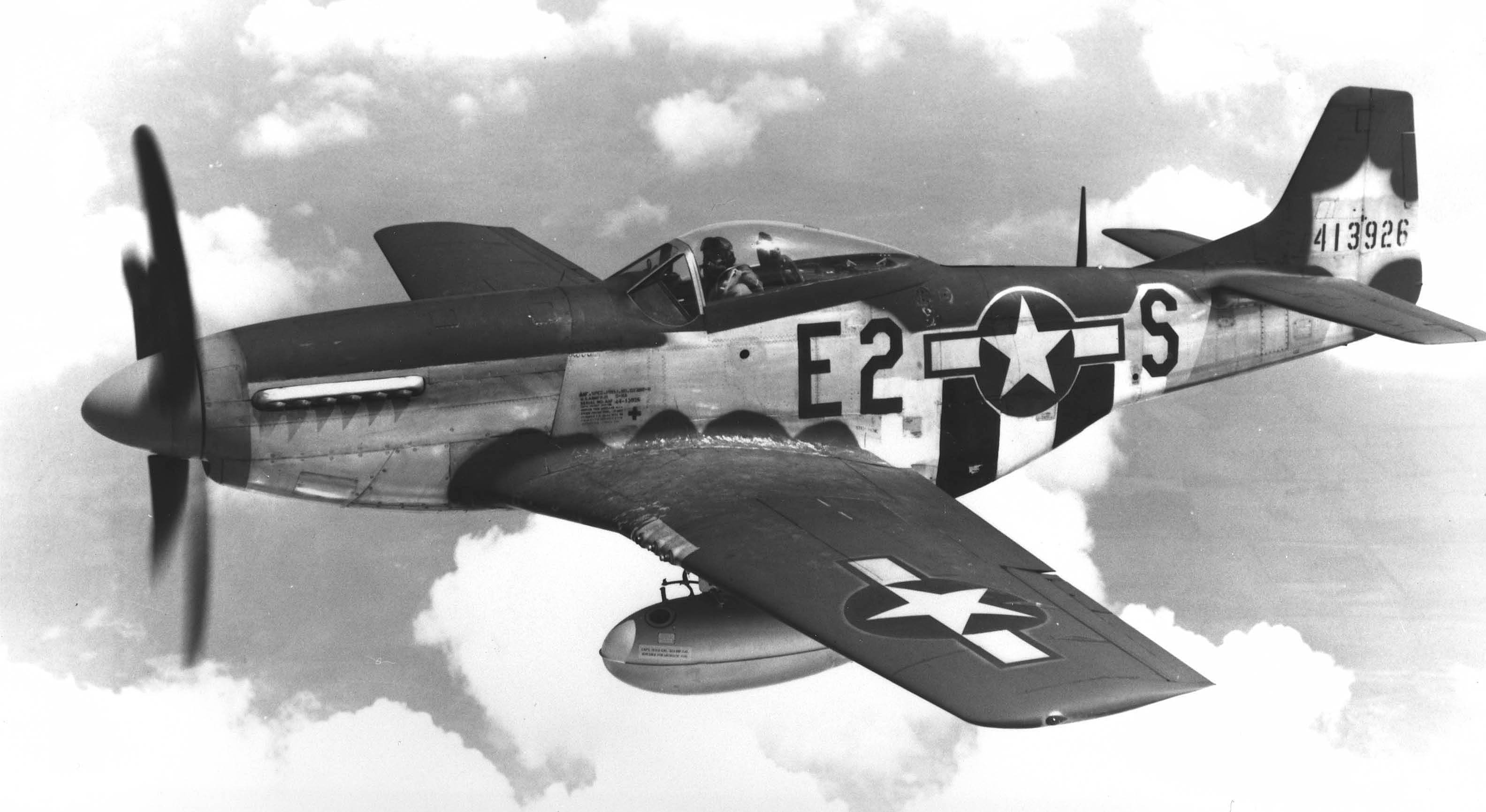
Amerikanisches Jagdflugzeug North American P-51 „Mustang“

Der schwere Luftangriff auf Ludwigslust am 22. Februar 1945 erfolgte im Rahmen der weiträumigen, zweitägigen alliierten Operation Clarion gegen Eisenbahn- und Straßenverkehrsanlagen im Deutschen Reich. Die in Südostengland stationierte 8. US-Luftflotte setzte dazu am 22. Februar insgesamt 1372 viermotorige Bombenflugzeuge Boeing B-17 „Flying Fortress“ und Consolidated B-24 „Liberator“ sowie 817 Langstrecken-Begleitjagdflugzeuge North American P-51 „Mustang“ ein. Diese betätigten sich als Begleitschutz, aber auch als Jagdbomber. Um visuelles Zielen – alle Angriffe erfolgten zur Tageszeit – besser zu ermöglichen, warfen die schweren Bomber ihre Bomben bei dieser Operation aus nur etwa 3000 Meter Höhe ab – zumal bei den vorgesehenen Orten nicht mit starker Flakabwehr gerechnet wurde.
22. Februar 1945: Die 1. Air Division der 8. US-Luftflotte setzte gegen Ludwigslust als Primärziel – begleitet von Jagdflugzeugen P-51 „Mustang“ – 48 „Fliegende Festungen“ Boeing B-17 ein. Diese warfen ab 12.35 Uhr in 23 Minuten 136,2 Tonnen Sprengbomben auf das Reichsbahngelände, auf Wohn- und Geschäftshäuser. Es handelte sich um 545 Bomben, von denen 450 detonierten.
Starke Schäden wurden an Wohnhäusern angerichtet: vor allem in der Baustraße, der Klenower Straße, der Marienstraße, in den Kohlhöfen, der Bernhardtstraße (heutige Krumme Straße), im Grünen Weg, in der Wöbbeliner Straße, im Eichkoppelweg, der Gartenstraße und in der Louisenstraße (heutige Clara-Zetkin-Straße). 75 Wohnhäuser in zehn Straßen wurden getroffen. In einem der Häuser, in der Louisenstraße 11, starben 16 Menschen.
Der Bahnhof Ludwigslust war weniger betroffen: eine Wohnung im Empfangsgebäude, das Stellwerk Lm und das Gebäude der Bahnmeisterei wurden beschädigt. 50 Bomben trafen den Bereich des Güterbahnhofs. „Das eigentliche Ziel des Luftangriffs, die Zerstörung des (Reichsbahn-)Verkehrsknotenpunktes Ludwigslust, wurde nur bedingt erreicht“. Die beschädigten Bahngleise wurden durch Bautrupps notdürftig repariert, so dass bald wieder Eisenbahnzüge passieren konnten.
Der Angriff erfolgte bei wolkenlosem Himmel, dauerte 23 Minuten und brachte etwa 200 Menschen den Tod, ein Drittel davon waren Kinder. Betroffen waren viele Reisende, die sich zu diesem Zeitpunkt in den Zügen oder dem Bahnhofsbereich aufhielten.
18. März 1945: An diesem Tag bombardierten alle drei Air Divisionen der 8. Luftflotte mit insgesamt über 1220 schweren Bombern verschiedene Stadtteile der Reichshauptstadt Berlin. Drei Boeing B-17 der 3. Air Division warfen jedoch die von ihnen geladenen 8,4 Tonnen Bomben auf die Kleinstadt Ludwigslust als „Target of Opportunity“ (Gelegenheitsziel). Berichte über materielle Schäden, Tote und Verletzte an diesem Tag in Ludwigslust sind nicht zu finden.

## Opfer, Begräbnis- und Gedenkstätte

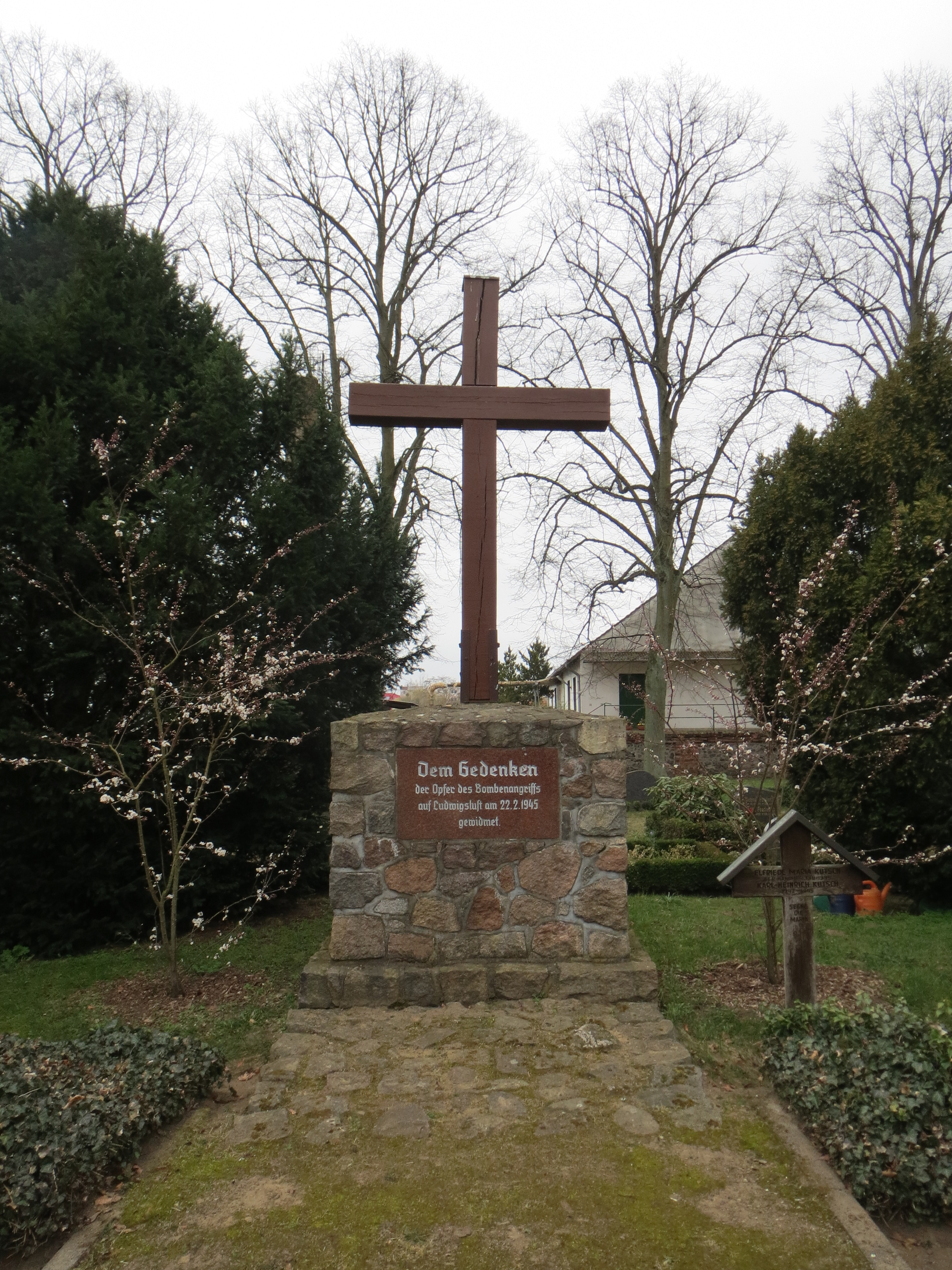
Gedenkkreuz für die Bombenopfer von 1945 (Foto: 2014)

Von den etwa 200 Todesopfern, die der Luftangriff am 22. Februar 1945 forderte, wurden viele betroffene Reisende nicht in Ludwigslust beigesetzt, sondern in ihren Heimatorten. Auf dem Städtischen Friedhof der Stadt wurden 146 Menschen auf dessen Ehrenteil beerdigt, in Nachbarschaft zu den in Ludwigsluster Lazaretten verstorbenen oder gefallenen Wehrmachtssoldaten. Noch Wochen nach dem Angriff vom 22. Februar wurden verschüttete Opfer gefunden.
„Die Begräbnisstätte für die (örtlichen) Opfer des Bombenangriffs hat seit 2002 wieder ein komplettes Denkmal. Ein etwa drei Meter hohes Kreuz auf einem Feldsteinsockel ist Mahnmal und Wache zugleich“. Die Inschrift der eingelassenen Gedenktafel lautet: Dem Gedenken der Opfer des Bombenangriffs auf Ludwigslust am 22.2.1945 gewidmet. Die Stifterin der Tafel war Frau Gisela Simonsen. In der Nachbarschaft zum Mahnmal sind nur noch wenige individuelle Grabzeichen erhalten.
R. Krukenberg hat 2013 auf der Internetseite „Denkmalprojekt“/Ludwigslust eine Liste mit 143 Namen hier bestatteter Bombenopfer veröffentlicht. Eine Analyse dieser Angaben zeigt, dass 33 % der Opfer Kinder (0–15 Jahre) und 47 % Frauen waren. Es finden sich viele Familien darunter. Etwa 25 % der Toten waren Flüchtlinge aus dem Osten oder Evakuierte aus den Luftkriegsgebieten. Nur ein Soldat war unter den Toten: er hatte sich bei seiner Familie aufgehalten. Dass nicht mehr Wehrmachtsangehörige starben, ist wohl damit zu erklären, dass militärische Einrichtungen und Lazarette bei diesem Angriff nicht getroffen wurden.
An den Jahrestagen der Bombardierung am 22. Februar 1945 finden Gedenkveranstaltungen von Hinterbliebenen, Vertretern der Stadt und der Kirche an der Begräbnisstätte auf dem Friedhof statt.
Weder die Stadt Ludwigslust, noch deren Reichsbahnanlagen waren wichtig genug, um in den britischen Bomber’s Baedeker (2. Auflage, London 1944) aufgenommen zu werden.

## Friedhof Ludwigslust

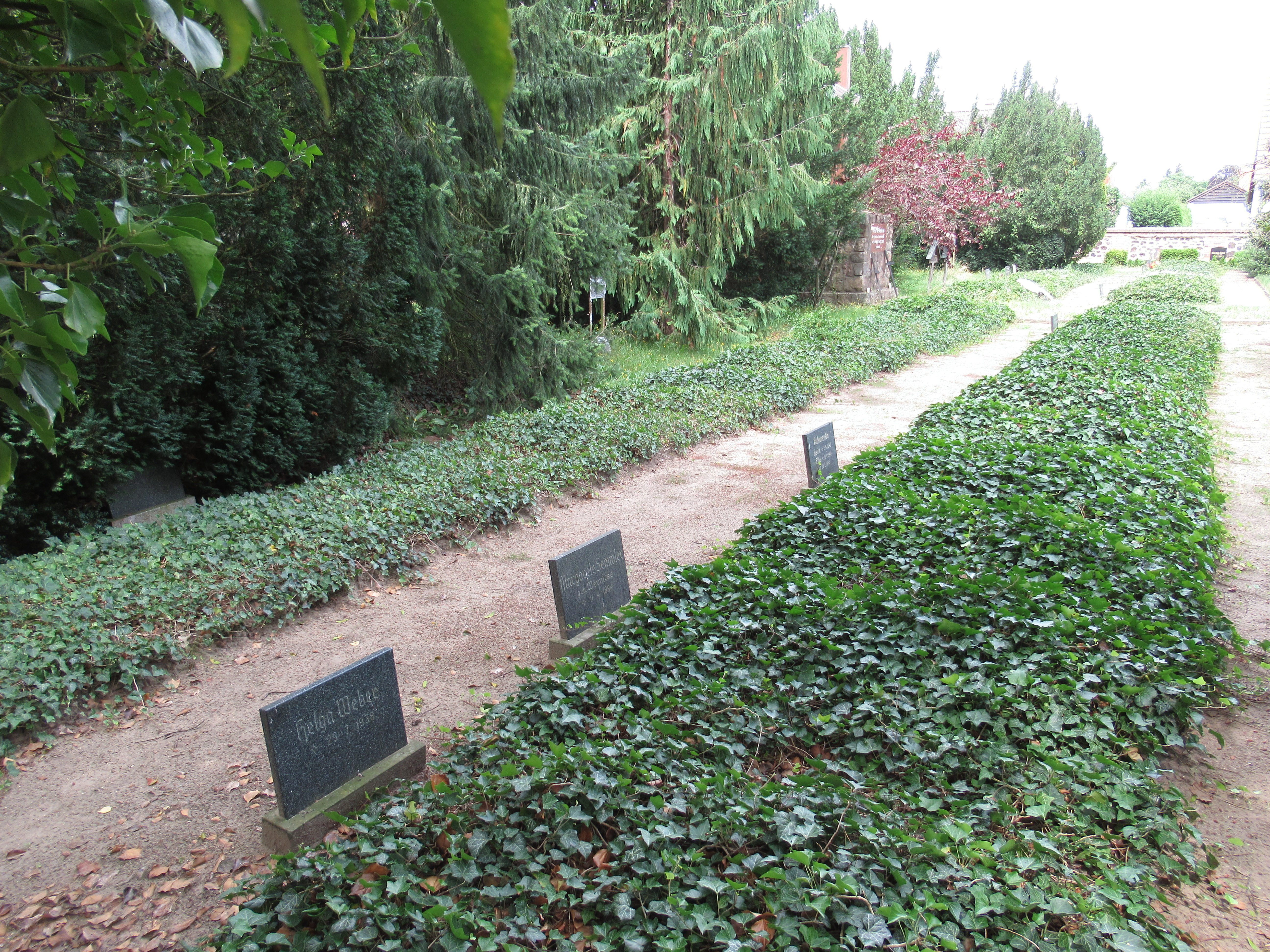
Reihengräber mit Bombenopfern 1945 auf Friedhof Ludwigslust (2021)
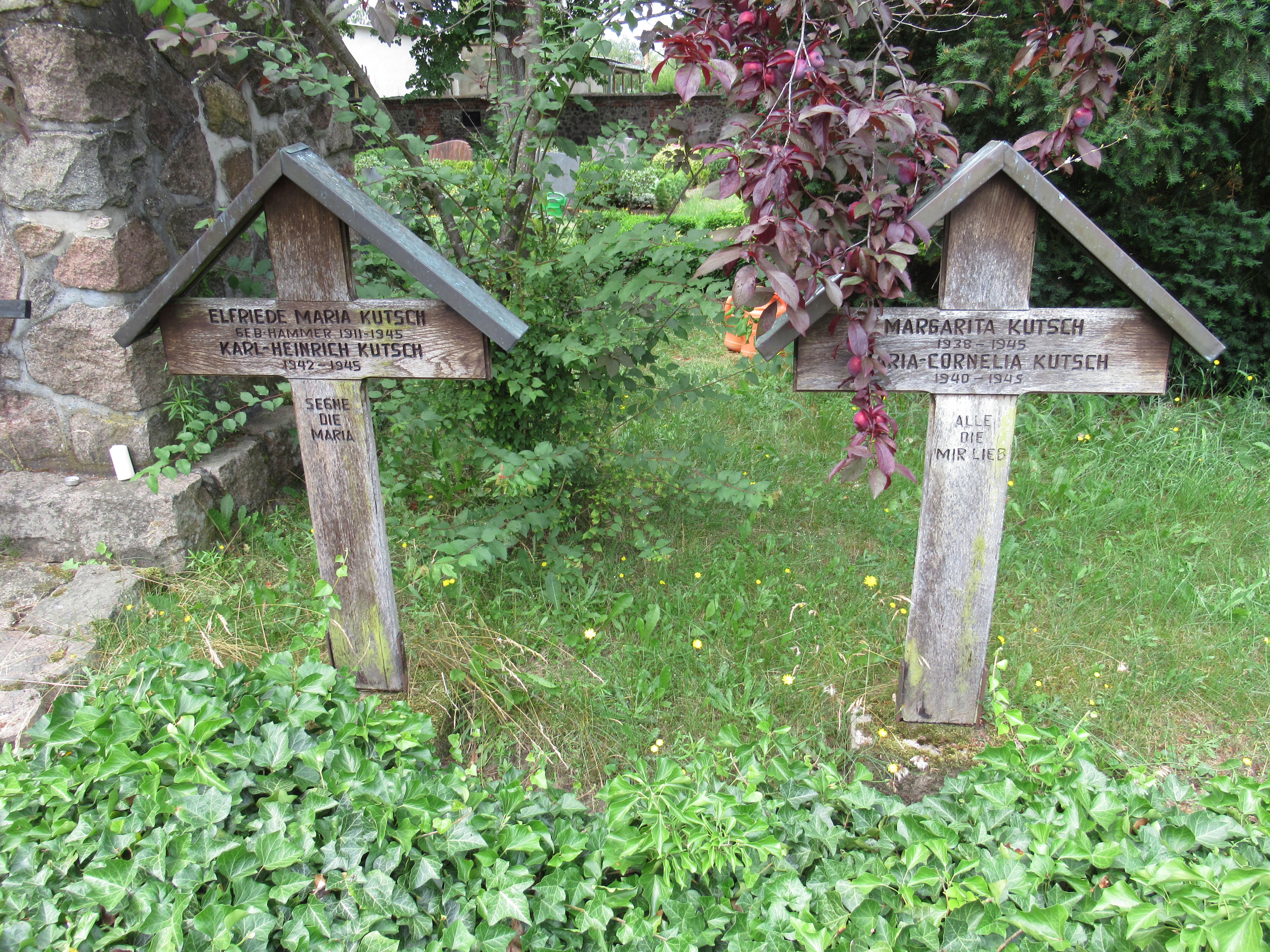
Mutter und drei Kinder Bombenopfer 1945
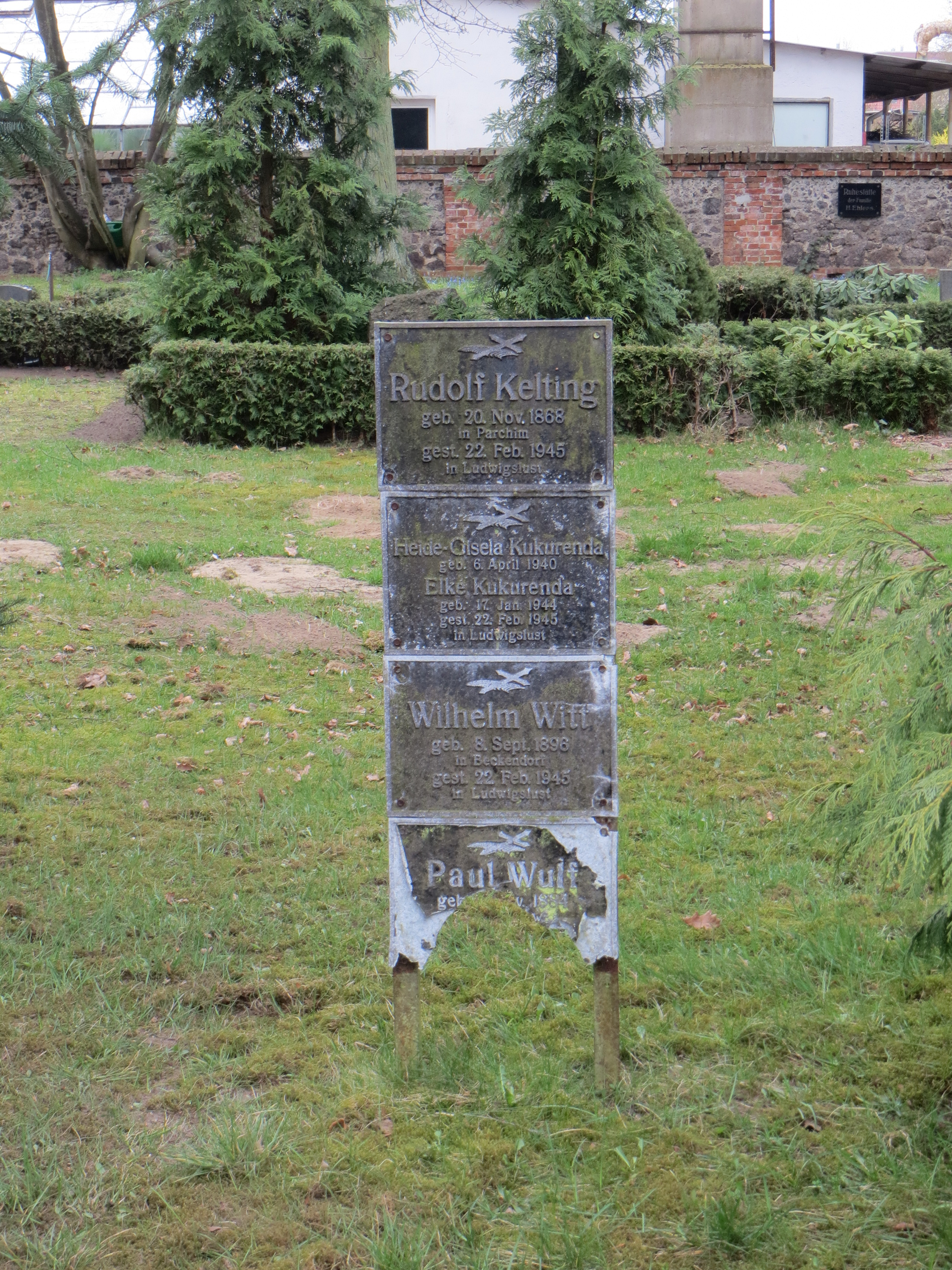
Reste individueller Grabzeichen für Bombenopfer (2014)
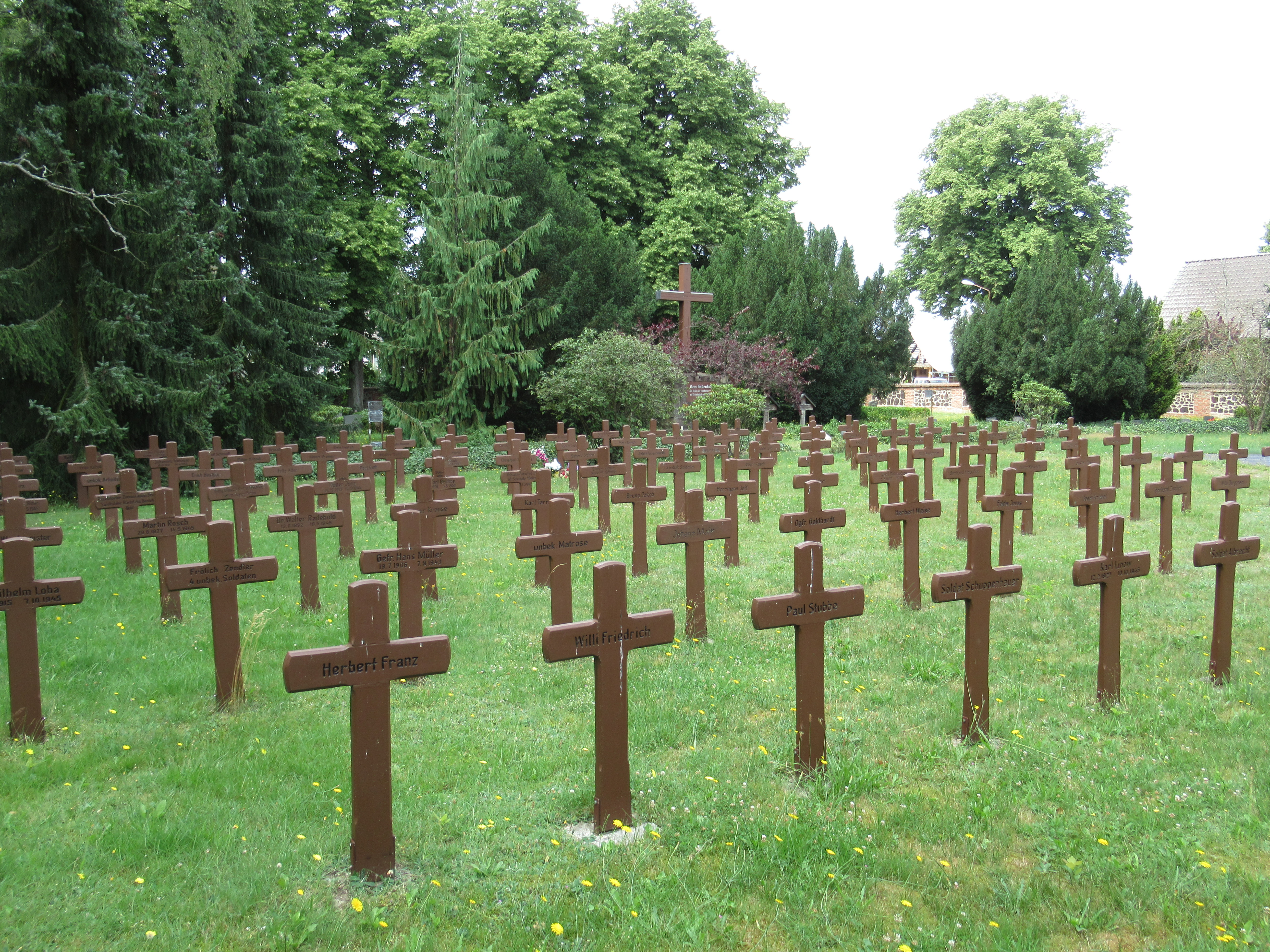
Soldatengräber auf Friedhof Ludwigslust, dahinter Kreuz für Bombenopfer